# Beat Jakob Segesser von Brunegg
Beat Jakob Segesser von Brunegg (* 12. August 1582 in Mellingen; † 1. Januar 1635 in Arbon?) war bischöflich-konstanzischer Obervogt zu Klingnau und Arbon.

## Leben
Beat Jakob Segesser stammte aus der von seinem Vater Hans Kaspar III. Segesser von Brunegg (1552–1591), Schultheiss zu Mellingen, begründeten deutschen Linie der Schweizer Adelsfamilie Segesser von Brunegg.
Er war fürstlich-konstanzischer Obervogt zu Klingnau und von 1617 bis 1630 bischöflisch-konstanzischer Rat und Obervogt zu Arbon. Am 15. Dezember 1628 wurde er als Träger des Gardeobersten Stephan Alexander Segesser von Brunegg mit dem Erbmundschenkenamt belehnt. Nach dem Tod Stephan Alexanders 1629 wurde dieses Lehen ledig und 1633 an Beat Jakob und fortan auf dessen Nachkommen übertragen. 1632 erwarb er von seinem Schwiegervater Hans Wilhelm von Bernhausen die äbtlich St. Gallischen Lehen zu Hefenhofen, Auenhofen, Moos im Thurgau und das Schloss Kärisholz (Karrersholz) bei Steinach im Kanton St. Gallen. 1632 war er Gesandter des Bischofs von Konstanz an Kaiser Ferdinand II. nach Wien. Er starb am 1. Januar 1635 und ruht in der Kirche St. Martin zu Arbon vor dem von ihm gestifteten Hochaltar.
Am 22. Januar 1619 heiratete er Maria Jakobea von Bernhausen, Tochter des Hans Wilhelm von Bernhausen, Herrn zu Eppishausen, und der Margaretha Blarer von Wartensee. Diese verkaufte nach seinem Tod, am 15. September 1644, ein Haus in Mellingen, den letzten dortigen Besitz der deutschen Linie, an Ritter Heinrich Ludwig I. Segesser von der alten Luzerner Linie und starb am 5. September 1673 in Konstanz, wo sie in der Dominikanerkirche bestattet wurde.